# Distretto di al-Murgub
Il distretto di al-Murgub (in arabo شعبية المرقب‎?) è uno dei 22 distretti della Libia. Si trova nella regione storica della Tripolitania. Il suo capoluogo è Homs.
La seconda città per importanza dopo il capoluogo è Zliten. Nel territorio del distretto si trova l'antica città di Leptis Magna, patrimonio dell'umanità dell'UNESCO.